# Come pensi possa amarti
Come pensi possa amarti è un singolo di Giusy Ferreri, diffuso nelle radio italiane insieme a Il mare verticale come singoli promozionali per l'album Fotografie il 15 gennaio 2010.

## Il brano
La canzone è una cover in lingua italiana di Como quieres que te quiera di Rosario Flores. Il tema su cui è incentrata la canzone è l'amore inteso come uno scambio tra il dare e l'avere, un compensarsi e completarsi a vicenda che dovrebbe svilupparsi in maniera spontanea in un rapporto sano.
Il testo a cura di Tiziano Ferro e Manuel Ramirez.

## Tracce
1. Come pensi possa amarti – 4:22

## Classifiche
| Classifica (2010)         | Posizione massima |
| ------------------------- | ----------------- |
| Italia (airplay)          | 41                |
| Italia (airplay italiana) | 9                 |